# Пенсакола
Пенсакола (на английски: Pensacola) е най-западният град на щата Флорида, в САЩ, и административен център на окръг Ескамбия. Това е пристанищен град, разположен на едноименния залив Пенсакола, свързан от своя страна с Мексиканския залив. Климатът е влажен, горещ през лятото и мек през зимата – почти не вали сняг, но се случват през няколко години снежни превалявания.
Пенсакола има разни прозвища, свързани с неговата история и забележителности. Най-известното е „Градът на петте флага“, отразяващо бурните исторически превратности, които са преживели тези земи. По различно време над града са се веели знамената на 5 държави: Испания (Кастилия), Франция, Великобритания, Конфедерацията и САЩ. Други популярни прозвища са: „Най-белите плажове на света“ (заради изключително белия и фин пясък по крайбрежието на залива), „Изумрудения бряг“ (от изумруд - вид скъпоценен камък), „Люлка на военноморската авиация“, „Западната врата на Слънчевия щат“ (както е известен щатът Флорида: "окъпаният в слънце щат"), „Пи-кола“.
Населението на града е 51 923 души (2010 г.), а заедно с околните предградия и свързани градчета – 455 102 (2009 г.).

## История
Преди идването на испанските конкистадори от експедицията на Панфило де Нарваес (1528 г.) по тези места, там живее индианското племе пенсакола, за което се предполага, че е контактувало с тях и е вероятно градът да е наречен на негово име, но също така е възможно името му да е свързано повече с това на испанското средиземноморско пристанище Пеньискола(Peñíscola) , откъдето изглежда са били част от обитателите на първото колониално селище, съществувало в периода (1559-1561 г) - предшественик на съвременния град, водени от испанския конкистадор Тристан де Луна и Ареляно, чиято експедиция идва от Веракрус, Мексико и се състои от 11 кораба, с 1400 души на борда. Следващото поселение, отново на колонисти от иберийски произход, е от 1698 г. Тогава (и в течение на още поне век) Флорида е населена предимно от семинолите.
При сраженията с французите през 1719 – 1720 г. испанският форт Сан Карлос е почти напълно изгорен. Известно време градът е владение на Франция, но след Френската и индианската война - американският военен театър на Седемгодишната война (1756 – 1763), областта му става британско владение, а фортът става столица на британската колония Западна Флорида (отстъпена от Испания срещу Хавана).
След Войната за независимост на САЩ (1775 – 1783 г.) британците окончателно напускат южните земи (колониалните им интереси се насочват основно към Канада) и оставят както Западна, така и Източна Флорида на испанците.
Районът на Пенсакола е обект на американската политика още от времето на Британско-американската война (1812 г.). През 1819 г. Испания и САЩ подписват договор, според който Испания продава цяла Флорида на САЩ за огромната по това време сума от 5 милиона американски долара и срещу отказ от страна на Съединените щати от претенции над Тексас. През 1821 г. Флорида, а заедно с нея - и Пенсакола, стават неразделна част от Съединените американски щати, като за пръв военен губернатор е назначен Андрю Джаксън, впоследствие избран за седми президент на САЩ. 3 години по-късно, поради подходящото географско разположение, в Пенсакола започва строеж на федерална корабостроителница.
През Гражданската война градът е в Конфедерацията (икономиката на Флорида се гради на робски труд), но след разгрома й и повторното обединение на съюза отново е част от САЩ, а местните плантации са постепенно разформировани. След известен период на икономически подем, Флорида силно обеднява и запада и започва да се възражда едва с Новия курс на Ф.Д. Рузвелт. През втората половина на XX в. и през XXI в., както щатът така и заливът и градът се утвърждават, като важни военни и туристически центрове, както и като убежище за пенсионери и емигранти. Въпреки голямата си привлекателност и многобройното си население, те са също и значително замърсени.

## Авиация
Преди началото на Първата световна война, на мястото на корабостроителницата се създава първата военноморска авиобаза на САЩ, където тренират и усвояват пилотски умения десетки хиляди авиатори, включително Джон Глен (първият американски астронавт) и Нийл Армстронг (първият човек, стъпил на Луната), както и Джералд Кар. Градът продължава да се свързва и с корабоплаването (крайцери "Пенсакола").
В града се намират и Националният музей на военноморската авиация и Университетът на Западна Флорида. Всяка година там се провеждат множество фестивали и исторически походи. Седалище е на демонстрационния авиоотряд „Сините ангели“.
Името на града става особено популярно, чрез излъчването на многосерийната телевизионна продукция „Военна база „Пенсакола“.

## Забележителности
- Национален музей на военноморската авиация
- Табелки по историческите места на Пенсакола
- Характерната водна кула „Historic Pensacola“
- Снежно белите плажове на Пенсакола